# Edward Strachey (3e baronnet)
Pour les articles homonymes, voir Edward Strachey.
Sir Edward Strachey, 3e baronnet (1812-1901) est un homme de lettres anglais.

## Biographie

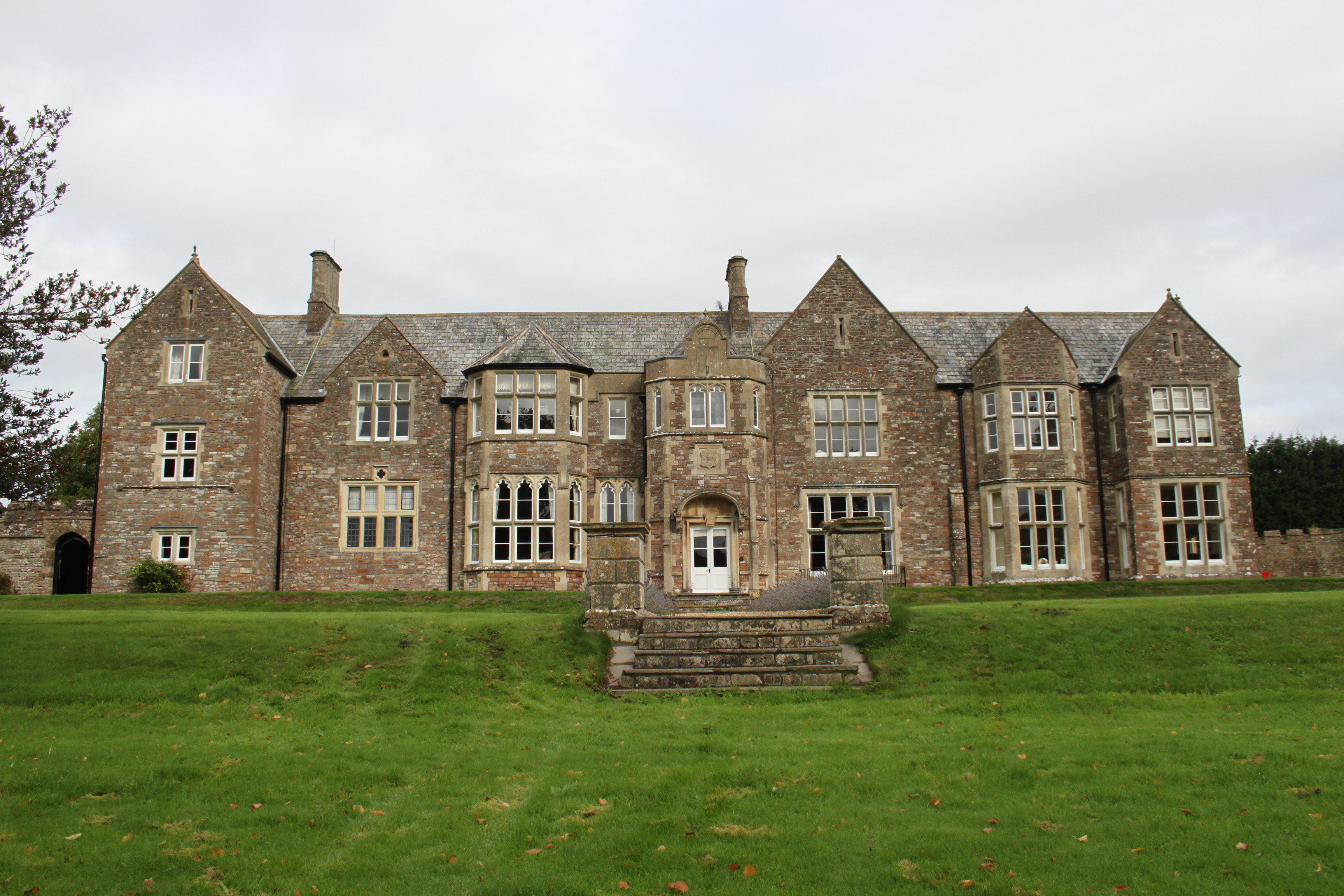
Sutton Court

Né à Sutton Court, Chew Magna, Somerset, le 12 août 1812, il est l'aîné des six fils d'Edward Strachey (1774-1832) du service du Bengale de la Compagnie des Indes orientales, fils de Henry Strachey (1er baronnet), et son épouse Julia Woodburn, troisième fille du major-général William Kirkpatrick. Il a cinq frères : Henry Strachey (1816-1912) de l'armée du Bengale, Richard Strachey, William Strachey (1819-1904), du bureau colonial, John Strachey, et George Strachey qui est ministre à la cour de Saxe. Destiné au service de la Compagnie des Indes orientales, il fait ses études à Haileybury, mais au moment de s'embarquer pour l'Inde, il souffre d'une inflammation de l'articulation du genou qui l'oblige à utiliser des béquilles pendant plus de vingt ans .
En 1836, attiré par Abonnement no Bondage par Frederick Denison Maurice, Strachey obtient une introduction par l'intermédiaire de John Sterling, un ami de sa mère ; et demande à être autorisé à étudier avec Maurice pour l'entrée à l'université. Sa maladie l'oblige à renoncer au projet, mais il passe la seconde moitié de l'année avec Maurice à l'hôpital Guy. Maurice devient son conseiller spirituel .
En 1858, Strachey hérite du titre et des domaines du Somerset de son oncle, Sir Henry Strachey, 2e baronnet, décédé célibataire. Il est un propriétaire actif, un magistrat et un sous-lieutenant et, en 1864, il est High Sheriff of Somerset. Il est également un tuteur de la loi sur les pauvres et un membre du premier conseil du comté de Somerset. Libéral en politique, il est un admirateur de William Ewart Gladstone. En tant que disciple de Maurice, il est anglican, mais opposé aux doctrines de la Haute Église et intéressé par la critique biblique .
Strachey meurt à Sutton Court le 24 septembre 1901 et est enterré dans le cimetière de Chew Magna .

## Travaux
Strachey publie :
- Un commentaire sur le service du mariage, 1843.
- Hamlet de Shakespeare : une tentative pour trouver une clé à un grand problème moral, 1848.
- La politique hébraïque au temps de Sargon et de Sennachérib : une enquête sur la signification des prophéties d'Isaïe, 1853, révisée et élargie sous le titre Histoire et politique juives, 1874.
- Miracles et science, 1854.
- Politique Ancienne et Moderne, avec FD Maurice, dans "Tracts for Priests", 1861.
- Talk at a Country House, 1895, publié à l'origine dans l' Atlantic Monthly .

Strachey édite également la Morte d'Arthur de Malory (1868, 1891) pour l'édition du Globe ; contribue à l'édition de Richard Garnett des œuvres de Thomas Love Peacock "Recollections" de l'auteur, Peacock ayant été un collègue du père de Strachey à India House ; et écrit une introduction aux Nonsense Songs d'Edward Lear (1895). En 1870, il écrit une série d'articles dans le Daily News sur le projet de loi sur les terres irlandaises, dont le matériel lui est fourni par son ami et voisin Chichester Fortescue. Il fait parfois des traductions de poèmes persans. Outre ses livres, il écrit des articles dans The Spectator, Blackwood's Magazine et d'autres périodiques .

## Famille
Strachey s'est marié deux fois :
Le 27 août 1844 il se marie avec Elizabeth Wilkinson, fille aînée du révérend. W. Wilkinson, de Woodbury Hall, Bedfordshire ; elle meurt sans descendance le 11 avril 1855. Il se remarie, le 3 novembre 1857, avec Mary Isabella Symonds, seconde fille de John Addington Symonds ; elle meurt le 5 octobre 1883, laissant trois fils et une fille :
- Edward Strachey (1er baron Strachie) (1858-1936)
- John St Loe Strachey (1860-1927)
- Henri Strachey (1863-1940)
- Frances Strachey, qui épouse en 1902 William Henry Cantrell Shaw, de Normanton House, Derby [2].